# Fédération des finances CFDT
La Fédération des finances regroupe, en tant que fédération de la CFDT, tous les personnels (titulaires, contractuels ou vacataires) des ministères chargés de l'économie, des finances et de l'industrie (« Bercy ») :
- Administrations centrales,
- Direction générale des Finances publiques (DGFIP),
- Douanes,
- Direction générale de la concurrence, de la consommation et de la répression des fraudes (DGCCRF),
- Institut national de la statistique et des études économiques (INSEE),
- et des services et établissements publics placés sous leur autorité, comme l'Institut Mines-Télécom, etc.

## Gouvernance de la fédération
La fédération des finances est dirigée par une commission exécutive fédérale animée par un secrétaire général, Denis Grégoire.